# 西部军区司令部 (缅甸陆军)
西部军区司令部（缩写），是缅甸陆军西部军区的军事总部，位于缅甸若开邦安镇。其主要职能是保卫若开邦和钦邦以南地区领土安全。此外，还负责解决所属部队和其他兵种、参谋部队在辖区的军事保障活动，以及监督和执行上级军事部门的命令。

## 历史
1972年9月10日，西部军区司令部在实兑落成。1990年代中期迁至安镇。
2024年12月20日，该司令部被若开军攻占，副司令当吞准将和参谋长觉觉丹准将被俘。该司令部是1027行动以来，继东北军区司令部后第二个被民地武攻陷的军区司令部。